# Стоуні-Ридж (Огайо)
Стоуні-Ридж (англ. Stony Ridge) — переписна місцевість (CDP) в США, в окрузі Вуд штату Огайо. Населення — 434 особи (2020).

## Географія
Стоуні-Ридж розташоване за координатами 41°30′27″ пн. ш. 83°30′34″ зх. д. / 41.50750° пн. ш. 83.50944° зх. д. (41.507546, -83.509329).  За даними Бюро перепису населення США в 2010 році переписна місцевість мала площу 4,41 км², уся площа — суходіл.

## Демографія
Згідно з переписом 2010 року, у переписній місцевості мешкало 411 особа в 167 домогосподарствах у складі 116 родин. Густота населення становила 93 особи/км².  Було 189 помешкань (43/км²).
Расовий склад населення:
| - 94,4 % — білих - 2,9 % — чорних або афроамериканців - 0,2 % — азіатів - 1,7 % — осіб інших рас |

До двох чи більше рас належало 0,7 %. Частка іспаномовних становила 3,4 % від усіх жителів.
За віковим діапазоном населення розподілялося таким чином: 20,7 % — особи молодші 18 років, 62,0 % — особи у віці 18—64 років, 17,3 % — особи у віці 65 років та старші. Медіана віку мешканця становила 44,1 року. На 100 осіб жіночої статі у переписній місцевості припадало 101,5 чоловіків;  на 100 жінок у віці від 18 років та старших — 101,2 чоловіків також старших 18 років.
Середній дохід на одне домашнє господарство  становив 52 417 доларів США (медіана — 47 917), а середній дохід на одну сім'ю — 68 653 долари (медіана — 80 469). Медіана доходів становила 40 833 долари для чоловіків та 48 250 доларів для жінок. За межею бідності перебувало 23,7 % осіб, у тому числі 74,3 % дітей у віці до 18 років та 16,7 % осіб у віці 65 років та старших.
Цивільне працевлаштоване населення становило 149 осіб. Основні галузі зайнятості: науковці, спеціалісти, менеджери — 22,8 %, освіта, охорона здоров'я та соціальна допомога — 12,8 %, виробництво — 10,7 %, роздрібна торгівля — 9,4 %.